# 巴吉穆赫塔爾堡

21°19′44″N 0°57′15″E / 21.32889°N 0.95417°E
巴吉穆赫塔爾堡（阿拉伯语：‎，Bordj Badji Mokhtar；法语旧名普里厄尔堡 (Bordj Le Prieur)）是阿爾及利亞的城鎮，位於該國西南部，由阿德拉爾省負責管轄，是巴吉穆赫塔爾堡區的首府，面積120,026平方公里，2008年人口16,437，人口密度每平方公里0.1人。